# Gulfstream G100
El Gulfstream G100, anteriormente conocido como IAI Astra SPX, es un reactor ejecutivo bimotor diseñado por Israel Aircraft Industries, y más tarde fabricado por Gulfstream Aerospace. La designación de la USAF para el G100 es C-38 Courier. Se lanzó en 2002 un posterior derivado conocido como G150. Gulfstream anunció la venta final del G150 en septiembre de 2016 y la última entrega a mitad de 2017.

## Diseño y desarrollo

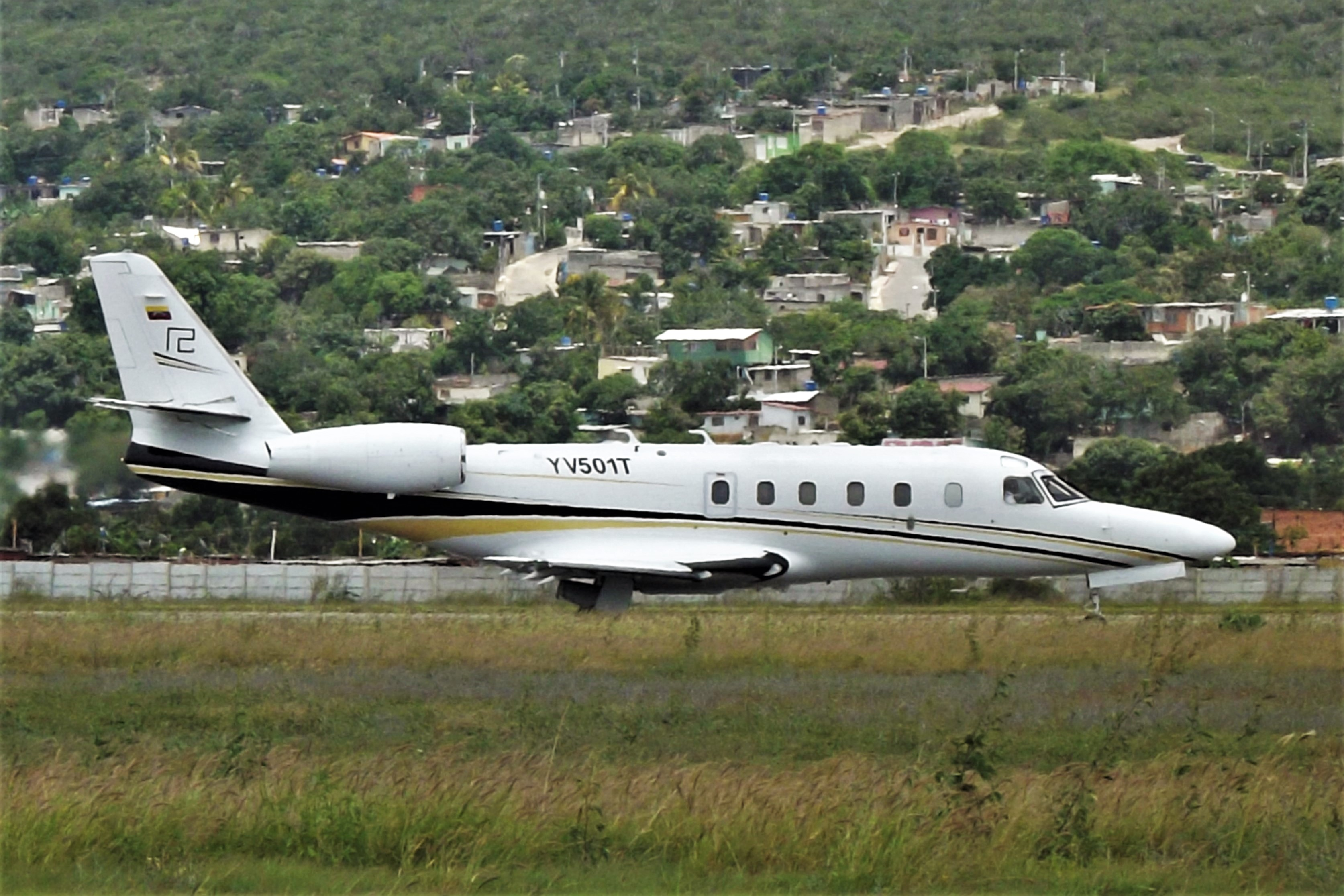
IAI 1125 Astra con matrícula YV501T.

El Astra era una evolución del Jet Commander de Rockwell, para el que IAI había obtenido la licencia de producción en 1968, y del IAI Westwind. El Astra más tarde evolucionó hacia el reactor ejecutivo Galaxy (más tarde Gulfstream G200) durante los años noventa.
Los trabajos en un Westwind mejorado comenzaron a principios de los años ochenta, con el vuelo del primer prototipo el 19 de marzo de 1984. El primer Astra voló en marzo de 1985, con el certificado de la FAA obtenido en agosto de 1985 y las entregas del avión comenzando en 1986.
El 1125 Astra original fue reemplazado por el Astra SP, anunciado en 1989, del que se construyeron 37 ejemplares. La tercera variante, el Astra SPX, voló en agosto de 1994. Esta variante fue rebautizada como G100 en septiembre de 2002, tras la adquisición por parte de Gulfstream de Galaxy Aerospace, que poseía las certificaciones del Astra, desde mayo de 2001. IAI construía los G100 en Israel y luego los volaba a los Estados Unidos para concluir su configuración interior.
En septiembre de 2002, Gulfstream anunció el G150, una versión mejorada del G100. Esta nueva variante fue certificada por la FAA en 2005.

## Historia operacional
El C-38A Courier fue usado por la USAF con el 201st Airlift Squadron en la Base de la Fuerza Aérea Andrews en Maryland. El C-38A reemplazóo al Learjet C-21. El C-38 difería del Gulfstream G100 estándar, mostrando un GPS militar, Navegación Aérea Táctica, mandos seguros de radio UHF y VHF y sistema de identificación de aeronaves.
El C-38A también fue encargado por la Armada de los Estados Unidos, reemplazando a los North American T-2 Buckeye en la Estación aeronaval del Río Patuxent, comenzando en septiembre de 2015. Dos aviones permanecían en servicio en 2023, ambos antiguos C-38A del 201st Airlift Squadron. El C-38 realiza tareas de avión de seguimiento, blanco para pruebas de radar y avión de competencia de pilotos para el escuadrón de pruebas y evaluaciones VX-20.
En 2012, un IAI Astra operado por la Fuerza Aérea Eritrea como avión presidencial eritreo fue robado por dos pilotos, ambos oficiales dicha fuerza aérea. Volaron el Astra hasta Arabia Saudí y solicitaron asilo político tras aterrizar en el Aeropuerto Regional de Jizan.

## Variantes

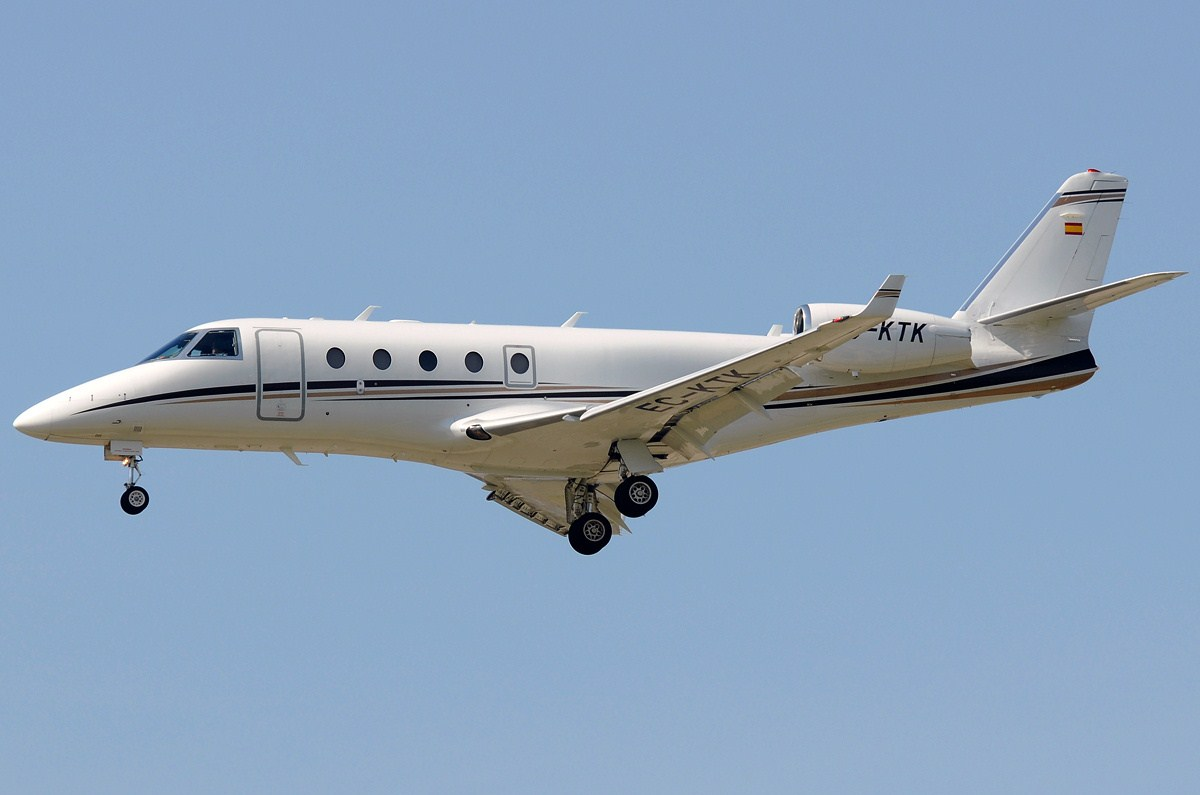
El actualizado G150 tiene fuselaje mayor y nuevo morro.

IAI 1125 Astra
Versión original, propulsada por dos turbofán Garrett TFE731-3A-200G de 16.46 kN (3700 lbf) de empuje. Un total de 32 construidos.
IAI 1125 Astra SP
Versión con aerodinámica modificada (que le daba 98 km de incremento del alcance), aviónica mejorada e interior revisado. Un total de 36 construidos desde 1990.
IAI 1125 Astra SPX
Motores más potentes (Honeywell TFE-731-40R-200G de 18,90 kN (4250 lbf)) y equipado con winglets. Pesos y alcance aumentados.
Gulfstream G100
Nombre comercial del IAI 1125 después de que el programa fuera asumido por Gulfstream Aerospace en 2001. Se construyó un total de 77 aviones Astra SPX y G100.
Gulfstream G150
Versión mejorada del G100 con cabina más ancha y larga, morro revisado y motores repotenciados (19,7 kN (4400 lbf)). En 2016 quedaban en servicio alrededor de 120 ejemplares.

## Operadores
Eritrea
- Fuerza Aérea Eritrea: un avión 1125 Astra operado como avión presidencial.[8]

 Estados Unidos
- Armada de los Estados Unidos: opera dos antiguos C-38A (Astra SPX) de la USAF.
  - VX-20–Estación aeronaval del Río Patuxent, Maryland.[13]

 India
- Fuerza Aérea India: opera dos Gulfstream G100.[14]

 Taiwán
- AIDC: opera un avión Astra SPX como remolcador de blancos.[15]

## Especificaciones (G100)
Referencia datos: Jane's All The World's Aircraft 2003–2004

### Características generales
- Tripulación: Dos
- Capacidad: 6-9 pasajeros
- Carga: 401 kg
- Longitud: 16,9 m (55,6 ft)
- Envergadura: 16,6 m (54,6 ft)
- Altura: 5,5 m (18,2 ft)
- Superficie alar: 29,4 m² (316,6 ft²)
- Perfil alar: IAI Sigma-2
- Peso vacío: 6214 kg (13 695,7 lb)
- Peso máximo al despegue: 11 181 kg (24 642,9 lb)
- Planta motriz: 2× turbofán Honeywell TFE731-40-R-200G.
  - Empuje normal: 18,9 kN (1927 kgf; 4249 lbf) de empuje cada uno.
- Capacidad de combustible: 4910 l
- Alargamiento: 8,8:1

### Rendimiento
- Velocidad nunca excedida (Vne): Mach 0,875
- Velocidad crucero (Vc): 896 km/h (557 MPH; 484 kt)
- Alcance: 5462 km (2949 nmi; 3394 mi) (máximo combustible, cuatro pasajeros)
- Techo de vuelo: 14 000 m (45 932 ft)
- Régimen de ascenso: 19,3 m/s (3805 ft/min)
- Consumo: 1750 lbs por hora[17]

## Aeronaves relacionadas

### Desarrollos relacionados
- Gulfstream G200

### Aeronaves similares
- Learjet 75
- Citation Latitude

### Secuencias de designación
- Secuencia G_ (interna de Gulfstream): G100/G150 - G200 - G280 - G-IIB →
- Secuencia C-_ (Aviones de Carga estadounidenses, 1962-presente): ← C-35 - C-36 - C-37A/B - C-38 - C-40 - C-41 - C-45 →